# Donald Tsang
Pour les articles homonymes, voir Tsang.
Conformément à la coutume hongkongaise, le nom chinois est Tsang Yam-kuen et le nom occidental est Donald Tsang.
 (Mars 2011).
Sir Donald Tsang Yam Kuen (曾蔭權 en chinois), né le 7 octobre 1944), est un homme politique hong-kongais. Ancien secrétaire en chef pour l'administration de Hong Kong, il en est chef de l'exécutif du 24 juin 2005 au 30 juin 2012.
Comme secrétaire général, il assume le rôle de chef de l'exécutif par intérim après la démission de Tung Chee-Hwa, du 12 mars au 25 mai 2005, .

## Biographie
Fonctionnaire dans l'administration coloniale britannique à partir de 1967, il est diplômé de l'université Harvard aux États-Unis en 1982.
En tant que secrétaire adjoint de la branche « fonctions générales » entre 1985 et 1989, il est responsable de l'exécution de la « déclaration commune sino-britannique » et la promotion du "British Nationality Selection Scheme (en)". De 1991 à 1993, il est directeur général du commerce, où il est responsable de tous aspects des relations commerciales et de l'administration de Hong Kong. En mai 1993, il est promu secrétaire au Trésor. Il est responsable de la répartition des ressources globales, du système d'imposition et de la rentabilité du gouvernement de Hong Kong.
De septembre 1995 au 1er mai 2001, après avoir occupé plusieurs postes importants en Asie et à Hong Kong, il est le premier Chinois de Hong Kong à être nommé chef des Finances. Pendant son passage aux fincances, les dépenses publiques de Hong Kong dépassent[précision nécessaire] le plafond[précision nécessaire] et atteignent 23 % du PIB, parmi le plus haut des pays développées[réf. nécessaire]. Au début de la crise économique asiatique, il accorde aux fonctionnaires une augmentation de salaire, annulée quand la crise s'aggrave. 
En mai 2001, il est nommé secrétaire général de l'Administration, et devient le numéro 2 du pouvoir exécutif de la Région administrative spéciale, au côté du chef de l'exécutif Tung Chee Hwa. Il est également membre du Conseil exécutif de Hong Kong.
Le 12 mars 2005, le gouvernement de Pékin accepte la démission de Tung Chee Hwa et nomme Donald Tsang chef de l'exécutif par intérim. Il est remplacé à ce poste par Henry Tang le 1er juin suivant.
Il est élu chef de l'exécutif de Hong Kong le 21 juin et prend ses fonctions le 24 juin.

## Première administration

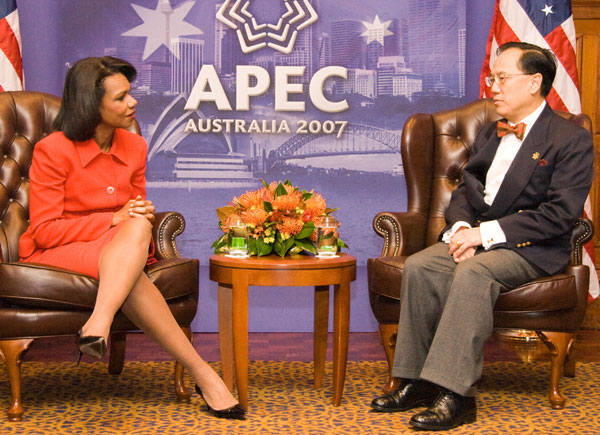
Donald Tsang et Condoleezza Rice, le 7 septembre 2007.

Les points majeurs de la 1re administration de Tsang suivent :

### Sécurité alimentaire
La découverte que 80 % des poissons qui proviennent de la Chine continentale et consommés à Hong Kong sont contaminés par le « vert malachite », une substance interdite dans certains pays, entraîne la fermeture de beaucoup de marchands de poissons. L'administration de Tsang est critiquée pour avoir été trop longue à réagir. À la suite de ce problème, le taux de popularité de Tsang et de son administration chute dans les sondages.
Dans l'espoir de mieux maîtriser le risque de propagation future de la grippe aviaire H5N1 à Hong Kong, Tsang annonce que la pratique de vente de poulets vivants sera remplacée par un système d'abattage central à partir de 2009. Un abattoir sera construit à Sheung Shui.

### Les relations avec les «pan-démocrates»
Le 30 août 2005, Tsang annonce que le gouvernement provincial du Guangdong a invité tous les membres du Conseil législatif à visiter cette province les 25 et 26 septembre. Pour la plupart des pro-démocrates comme Martin Lee, c'est la première occasion de visiter la Chine continentale depuis 1989.

### Réforme politique
Tsang lance sa proposition de réforme électorale à la télévision[réf. nécessaire] le 30 novembre 2005. Il y avait des soucis que ça n'allait pas dans le bon sens pour le suffrage universel. Toutefois, quatre jours plus tard, des milliers de manifestants (63 000 selon la police, ou 81 000 - 98 000 selon la équipe de recherche de HKU-POP, ou bien 250 000 selon les organisateurs) ont défilé contre la proposition de réforme. Tsang a fait une concession, mais a refusé de changer certaines clauses dans la proposition, qualifiées d'« anti-démocratie » par les pro-démocrates[précision nécessaire].
Le 21 décembre, la législature donne son veto à la proposition de réforme pendant que le gouvernement n'obtient pas l'appui de plus des deux tiers des conseillers.

### Politiques fiscales et économiques
Visant une base d'imposition plus solide et durable, l'administration Tsang publie une proposition en août 2006 pour une taxe à valeur ajoutée (Goods & Services tax). Il reste silencieux pendant des longues semaines. En dépit de l'opposition publique et de l'opposition de la quasi-totalité des législateurs, Tsang a finalement déclaré son soutien publiquement en septembre 2006.
En outre, en septembre 2006, Tsang annonce que le gouvernement abandonnerait la politique de « non-intervention positive », un des piliers de la politique économique depuis le début des années 1980. Ceci risque de nuire gravement aux relations entre le parti libéral et le gouvernement.

## L'environnement
Hong Kong a régressé dans les indices de qualité de vie en raison de la pollution en provenance de la ville elle-même, ainsi que des usines et des centrales électriques de Chine continentale ; il y a des craintes de la part de la population pour la santé des résidents et commerçants. Il y a des risques forts que les sociétés étrangères quitteront Hong Kong pour les villes moins polluées telles que Singapour pour faire du commerce.
Le 27 novembre 2006, Tsang attire le ridicule pour avoir tiré la conclusion que la longue espérance de vie des Hongkongais était la preuve que « [l'environnement de Hong Kong] était le plus sûr du monde pour les gens, les dirigeants, et pour le peuple de Hong Kong pour y vivre ».

## Famille et vie privée

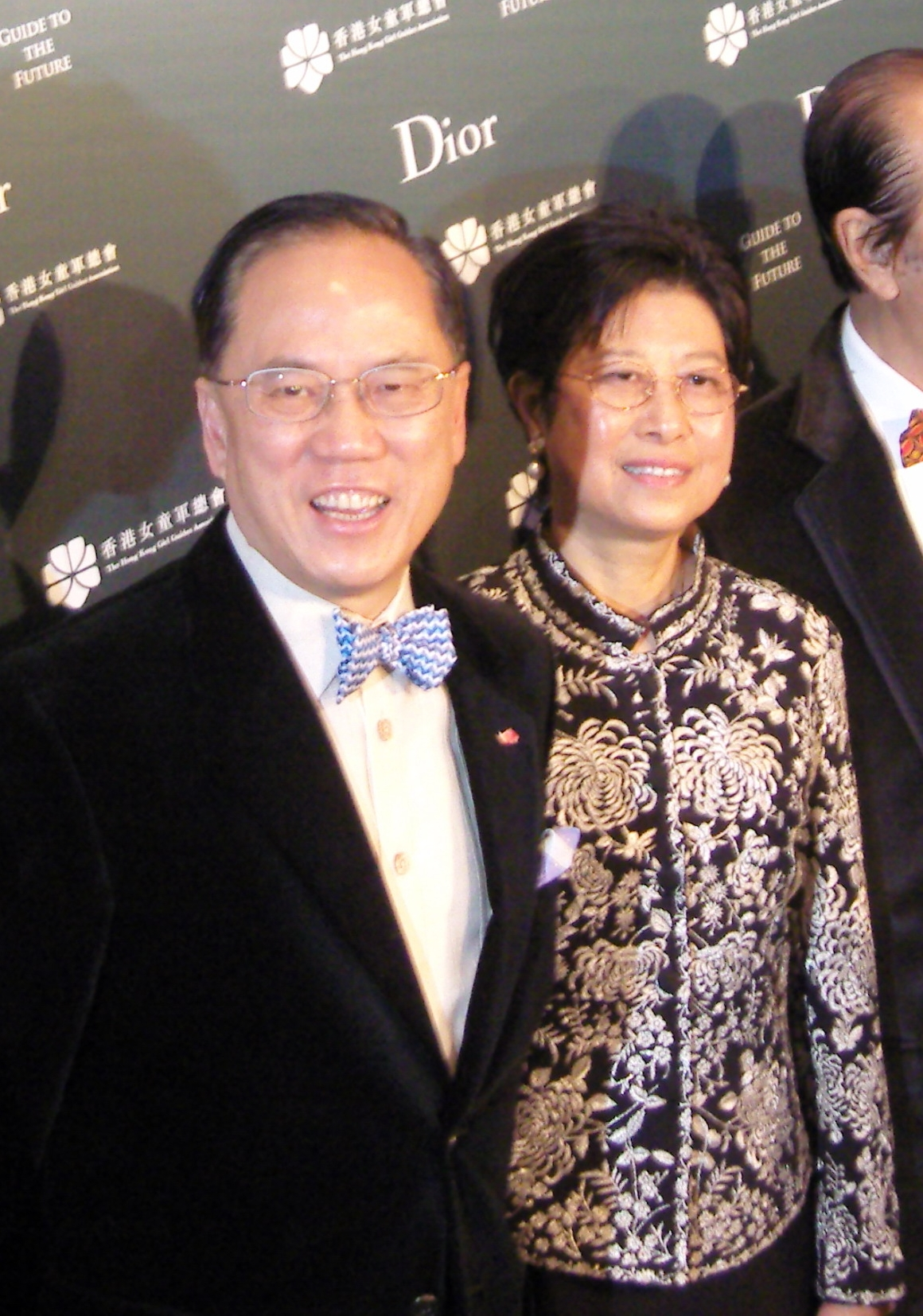
Donald Tsang et son épouse, Selina Pow, en 2007.

Marié et père de deux fils. Son frère cadet, Tsang Yam-pui, était policier de carrière et a été le chef de la police de Hong Kong jusqu'en décembre 2003.

### Scandale de Daniel Heung
L'Oriental Daily News a révélé en août 2006 que, Daniel Heung, cousin de Tsang et président du Comité sur la promotion de l'éducation civique, avait transformé en une somptueuse maison résidentielle le local que lui louait le gouvernement de Hong Kong dans le quartier de Sha Tin. Déclaré comme entrepôt dans le bail, ce local était loué 200 000 HK$ par an. Après sa transformation, il aurait dû être déclaré comme résidence et le loyer annuel aurait dû être réajusté en conséquence au tarif de 840 000 HK$. Il a ainsi économisé 640 000 HK$ par an (57 000 €) pendant 16 ans, au détriment du trésor public de Hong Kong. La nouvelle a provoqué un scandale. Heung a démissionné plus tard.
Tsang était l'officier de la zone de Sha Tin à l'époque où le bail a été signé. Tsang avait lui-même une fois visité la maison de son cousin vers la fin des années 1980, mais le bureau du Chef de l'exécutif de Hong Kong a nié toutes implication, déclarant que Tsang ignorait l'état et les stipulations du bail. Heung a été également décoré de la Silver Bauhinia Star (étoile Bauhinia d'argent) par Donald Tsang en 2005.

### Affaire judiciaire
Le 5 octobre 2015, Tsang a été inculpé de deux chefs d'accusation de faute dans la fonction publique après avoir omis de divulguer des plans de location d'un appartement de luxe pour sa retraite de Bill Wong Cho-bau demandant une licence de radiodiffusion pour la Digital Broadcasting Corporation (alors Wave Media) par la Commission indépendante contre la corruption (ICAC), ainsi que le fait de ne pas déclarer l'architecte d'intérieur renommé Barrie Ho Chow-lai pour la décoration du penthouse.Un décompte supplémentaire de l'acceptation d'un avantage d'un agent pour violation de l'ordonnance sur la prévention de la corruption au-dessus du penthouse de Shenzhen a été ajouté le 11 octobre 2016.
Après avoir plaidé pour non-être coupable de tous les chefs d'accusation, son procès s'est ouvert devant un jury le 10 janvier 2017.Le 17 février 2017, le jury a déclaré Tsang coupable d'une faute professionnelle à la location des appartements et non coupable de faute pour la décoration du penthouse, mais n'a pas réussi à obtenir un verdict sur le chef d'administration d'un agent.Il a été condamné à 20 mois d'emprisonnement le 22 février 2017.Lorsqu'il a annoncé la condamnation de Tsang, M. le juge Andrew Chan Hing-wai a déclaré "que jamais, dans ma carrière judiciaire, n'ai vu un homme tomber de si haut".
Le 24 avril, Tsang a été libéré sous caution du tribunal après que sa santé a fluctué et a dû être envoyé à l'hôpital Queen Mary.En ce qui concerne l'accusation qui avait rendu un verdict de culpabilité, Tsang est sous caution en instance d'appel. En ce qui concerne l'accusation qui « n'a pas abouti à un verdict », un nouveau procès a été exécuté, et le juge a rejeté le procès-verbal le 3 novembre 2017 après qu'ils n'aient pas pu le rendre dans un verdict.L'accusation n'a pas demandé un troisième procès.
Le 11 janvier 2019, Tsang est admis à l'hôpital pour des raisons de santé, quelques jours avant sa sortie de prison.Le 15 janvier, Tsang a été libéré de l'hôpital ainsi que de prison.À sa libération, Tsang a refusé de comparer son cas avec celui de son successeur Leung Chun-ying, qui a également été accusé de corruption pour son bénéficiaire de 50 millions de dollars de Hong Kong de la société australienne UGL sans divulgation, même si l'affaire de Leung a été abandonnée par le gouvernement d'une manière controversée. "Si je fais des comparaisons, cela peut raviver ma colère et ma haine dans mon cœur. Je les ai nettoyés en travaillant dur pour prier et recevoir des bénédictions des cieux il y a quelques mois », a déclaré Tsang. Il a également déclaré qu'il persisterait à demander justice et à effacer son nom.
Le 26 juin 2019, la cour d'appel suprême a écrasé à l'unanimité sa déclaration de culpabilité et sa condamnation, après avoir conclu que le juge du fond n'avait pas dirigé correctement ses jurés.La Cour a estimé que le procès du tribunal de première instance n'avait pas correctement donné donné pour instruction au jury d'avoir des éléments requis de l'infraction.Étant donné que Tsang n'a pas été condamné pour corruption, les éléments de "sage" et de "séparence" dans la faute de la charge publique sont devenus particulièrement importants, et une explication adéquate n'a pas été donnée au jury.La Cour a également décidé que l'intérêt de la justice n'exigeait pas de nouveau procès.
À la suite de l'appel à succès, Tsang devrait être en mesure de réclamer une partie des dépenses de justice estimées à 40 à 50 millions de dollars de frais de justice sur deux et deux appels.Tsang avait dit que lui et sa femme avaient dépensé presque toutes leurs économies pour le procès. Mais il est peu probable que Tsang récupère intégralement ses frais, y compris le procès initial et les frais de justice liés à son enquête. L'autre résultat de l'appel est que le droit de Tsang à 80 000 dollars de Hong Kong par mois dans la pension de fonctionnaire ne sera plus en danger. fonctionnaires de Hong Kong à la retraite pourraient perdre tout ou partie de leur pension s'ils étaient reconnus coupables d'une infraction liée à leur fonction, sous réserve de l'approbation du chef de l'exécutif.

## Décorations
- Chevalier commandeur de l'Ordre de l'Empire britannique (KBE) en 1997[6]
- Médaille du Grand Bauhinia remise par le gouvernement de la RAS de Hong Kong en 2002

## Anecdotes
- Portant des nœuds papillons, les Hong-Kongais lui ont accordé le surnom "Bow-Tie Tsang" (煲呔曾) (Tsang aux nœuds papillons).
- À la suite de ses propos controversés au sujet du massacre de Tiananmen, en 2009, le groupe indépendant My little airport lui a dédié une chanson au titre évocateur : "Donald Tsang, please die"[7].